# 千歳市立日の出小学校
千歳市立日の出小学校（ちとせしりつひのでしょうがっこう）は、北海道千歳市日の出に所在する公立小学校。

## 沿革
1966年12月1日に創立した。1967年1月8日に末広小学校から分離し「千歳市立日の出小学校」が開校した。1968年から1973年の間に校舎増築や改築の工事を繰り返し対応していた。周辺の宅地造成で児童が増加で、1975年5月には日の出小学校の児童数が1,131名（29学級）となった。校舎が対応出来なくなり、1976年3月に祝梅小学校と分離した。
年表
- 1966年（昭和41年）- 創立[2][3]。
- 1967年（昭和42年）- 校章制定、千歳市立日の出小学校が開校、校舎第1期工事完成、グラウンド整地[2]。
- 1968年（昭和43年）- 校舎第2期工事完成[2]。
- 1969年（昭和44年）- 校舎第3期工事完成、校歌制定[2]。
- 1970年（昭和45年）- グラウンド拡張工事、校舎第4期工事・体育館完成[2]。
- 1971年（昭和46年）- 音楽室間仕切り工事[2]。
- 1972年（昭和47年）- 日の出プール完成、校舎第5期工事完成[2]。
- 1973年（昭和48年）- 特別教室を普通教室に切替[2]。
- 1974年（昭和49年）- 校庭拡張工事完了[2]。
- 1975年（昭和50年）- 児童数が1,131名（29学級）に達する[2]。
- 1976年（昭和51年）- 祝梅小学校と分離、普通教室から特別教室に復元[2]。
- 1981年（昭和56年）- 日の出プール上屋を設置、前面校舎2階の改修工事[2]。
- 1982年（昭和57年）- 前面校舎1階改修工事、前面校舎第2期工事、後面校舎第3期工事[2]。
- 1994年（平成6年）- 後面校舎改修工事[2]。
- 1996年（平成8年）- 校舎増築工事完成、日の出プールを温水化[2]。
- 1999年（平成11年）- 体育館入口改修工事[2]。
- 2001年（平成13年）- 校舎改修工事[2]。
- 2002年（平成14年）- 学校教育目標を改訂。
- 2006年（平成18年）- 校舎耐震診断工事[2]。
- 2008年（平成20年）- 校舎・体育館大規模改修工事[2]。
- 2015年（平成27年）- 体育館耐震強化工事[2]。
- 2021年（令和3年）- 特別支援学級を設置[2]。

## 教育目標
- 「知」進んで学習する子[4]。
- 「情」思いやりのある子[4]。
- 「意」考えて行動する子[4]。
- 「体」元気に活動する子[4]。

## 学校行事
学校行事は以下の通り。
- 4月 - 前期始業式、入学式、NRT学力検査（2-6年）、知能検査（2・5年）
- 5月 - 1年生を迎える会、遠足
- 6月 - 運動会、水泳学習、地域見学（4年）、修学旅行（6年）
- 7月 - 地域見学（4年）、夏季休業
- 8月 -
- 9月 - 宿泊学習（5年）、見学学習（1-4年）
- 10月 - ボランティア体験学習（5年）、前期終業式、秋季休業、後期始業式
- 11月 - 音楽発表会、被爆者体験伝承者講話（6年）
- 12月 - 冬季休業
- 1月 - スケート学習
- 2月 - 児童会役員選出
- 3月 - 卒業式、修了式、学年末休業

## 通学区域
通学区域は以下の通り。
- 青葉
- 住吉
- 東郊
- 日の出
- 青葉丘
- 日の出丘
- 柏台南1丁目 - 2丁目
- 柏台
- 豊里
- 根志越の一部
- 梅ケ丘1丁目の一部
- 梅ケ丘2丁目の一部
- 流通1丁目 - 2丁目の一部

## 進学先中学校
- 千歳市立青葉中学校

## 交通アクセス
鉄道
- JR千歳線千歳駅より徒歩27分。

バス
- 富士交通「梅ケ丘郵便局前」停留所下車、徒歩4分[7][8]。